# Pondok Bungur
Pondok Bungur is een bestuurslaag in het regentschap Asahan van de provincie Noord-Sumatra, Indonesië. Pondok Bungur telt 3729 inwoners (volkstelling 2010).